# Partecipanti al Giro di Polonia 2024
Elenco dei partecipanti al Giro di Polonia 2024.
Il Giro di Polonia 2024 è stato l'ottantunesima edizione della corsa. Alla competizione presero parte 22 squadre: le diciotto con licenza UCI World Tour 2024, 3 UCI ProTeam e una selezione nazionale.
Ciascuna delle squadre è composta da sette ciclisti, per un totale di 168 accreditati alla partenza.

## Corridori per squadra
Nota: R ritirato, NP non partito, FT fuori tempo, SQ squalificato
| Bahrain Victorious      | Bahrain Victorious      | Bahrain Victorious      | Alpecin-Deceuninck      | Alpecin-Deceuninck      | Alpecin-Deceuninck      | Arkéa-B&B Hotels           | Arkéa-B&B Hotels           | Arkéa-B&B Hotels           |
| ----------------------- | ----------------------- | ----------------------- | ----------------------- | ----------------------- | ----------------------- | -------------------------- | -------------------------- | -------------------------- |
| N°                      | Ciclista                | Clas.                   | N°                      | Ciclista                | Clas.                   | N°                         | Ciclista                   | Clas.                      |
| 1                       | Matej Mohorič           | 6°                      | 11                      | Silvan Dillier          | 51°                     | 21                         | David Dekker               | 105°                       |
| 2                       | Pello Bilbao            | 35°                     | 12                      | Timo Kielich            | 101°                    | 22                         | Raúl García Pierna         | 11°                        |
| 3                       | Phil Bauhaus            | 125°                    | 13                      | Senne Leysen            | 87°                     | 23                         | Donavan Grondin            | 103°                       |
| 4                       | Andrea Pasqualon        | 81°                     | 14                      | Lars Boven              | R 3ª                    | 24                         | Alan Riou                  | 110°                       |
| 5                       | Łukasz Wiśniowski       | 98°                     | 15                      | Nicola Conci            | R 4ª                    | 25                         | Miles Scotson              | R 4ª                       |
| 6                       | Fred Wright             | 29°                     | 16                      | Jensen Plowright        | 83°                     | 26                         | Florian Sénéchal           | 78°                        |
| 7                       | Edoardo Zambanini       | 7°                      | 17                      | Ramon Sinkeldam         | 113°                    | 27                         | Alessandro Verre           | 16°                        |
| Astana Qazaqstan Team   | Astana Qazaqstan Team   | Astana Qazaqstan Team   | Cofidis                 | Cofidis                 | Cofidis                 | Decathlon AG2R La Mondiale | Decathlon AG2R La Mondiale | Decathlon AG2R La Mondiale |
| N°                      | Ciclista                | Clas.                   | N°                      | Ciclista                | Clas.                   | N°                         | Ciclista                   | Clas.                      |
| 31                      | Davide Ballerini        | R 3ª                    | 41                      | Stanisław Aniołkowski   | 94°                     | 51                         | Aurélien Paret-Peintre     | 13°                        |
| 32                      | Samuele Battistella     | 48°                     | 42                      | Nic Debeaumarché        | R 3ª                    | 52                         | Sam Bennett                | R 7ª                       |
| 33                      | Dmitrij Gruzdev         | 123°                    | 43                      | Aimé De Gendt           | 42°                     | 53                         | Ed Boasson Hagen           | 89°                        |
| 34                      | Henok Mulubrhan         | 67°                     | 44                      | Ben Hermans             | 14°                     | 54                         | Stan Dewulf                | 22°                        |
| 35                      | Christian Scaroni       | R 5ª                    | 45                      | Alexis Renard           | 106°                    | 55                         | Pierre Gautherat           | R 4ª                       |
| 36                      | Anton Kuzmin            | 59°                     | 46                      | Ludovic Robeet          | 79°                     | 56                         | Oliver Naesen              | 66°                        |
| 37                      | Michele Gazzoli         | R 3ª                    | 47                      | Harrison Wood           | 32°                     | 57                         | Damien Touzé               | 50°                        |
| EF Education-EasyPost   | EF Education-EasyPost   | EF Education-EasyPost   | Groupama-FDJ            | Groupama-FDJ            | Groupama-FDJ            | Ineos Grenadiers           | Ineos Grenadiers           | Ineos Grenadiers           |
| N°                      | Ciclista                | Clas.                   | N°                      | Ciclista                | Clas.                   | N°                         | Ciclista                   | Clas.                      |
| 61                      | Mikkel Honoré           | 9°                      | 71                      | Lewis Askey             | R 5ª                    | 81                         | Tobias Foss                | 39°                        |
| 62                      | Lukas Nerurkar          | 36°                     | 72                      | Clément Davy            | 71°                     | 82                         | Salvatore Puccio           | 69°                        |
| 63                      | Jack Rootkin-Gray       | 108°                    | 73                      | Romain Grégoire         | 4°                      | 83                         | Magnus Sheffield           | 5°                         |
| 64                      | Jonas Rutsch            | 58°                     | 74                      | Fabian Lienhard         | 88°                     | 84                         | Ben Swift                  | 70°                        |
| 65                      | Archie Ryan             | 27°                     | 75                      | Laurence Pithie         | 92°                     | 85                         | Connor Swift               | 63°                        |
| 66                      | Yuhi Todome             | R 3ª                    | 76                      | Clément Russo           | 84°                     | 86                         | Ben Turner                 | NP5ª                       |
| 67                      | Michael Valgren         | 57°                     | 77                      | Samuel Watson           | 65°                     | 87                         | Cameron Wurf               | 95°                        |
| Intermarché-Wanty       | Intermarché-Wanty       | Intermarché-Wanty       | Lidl-Trek               | Lidl-Trek               | Lidl-Trek               | Movistar Team              | Movistar Team              | Movistar Team              |
| N°                      | Ciclista                | Clas.                   | N°                      | Ciclista                | Clas.                   | N°                         | Ciclista                   | Clas.                      |
| 91                      | Francesco Busatto       | 23°                     | 101                     | Andrea Bagioli          | 34°                     | 111                        | William Barta              | 12°                        |
| 92                      | Rune Herregodts         | R 3ª                    | 102                     | Ryan Gibbons            | R 3ª                    | 112                        | Rémi Cavagna               | 56°                        |
| 93                      | Adrien Petit            | 119°                    | 103                     | Alex Kirsch             | 100°                    | 113                        | Davide Cimolai             | 118°                       |
| 94                      | Dion Smith              | 49°                     | 104                     | Thibau Nys              | 31°                     | 114                        | Davide Formolo             | 37°                        |
| 95                      | Gerben Thijssen         | 120°                    | 105                     | Mads Pedersen           | R 6ª                    | 115                        | Johan Jacobs               | 52°                        |
| 96                      | Gijs Van Hoecke         | 107°                    | 106                     | Edward Theuns           | 76°                     | 116                        | Lorenzo Milesi             | NP4ª                       |
| 97                      | Roel Sintmaartensdijk   | 75°                     | 107                     | Tim Declercq            | 74°                     | 117                        | Gonzalo Serrano            | 40°                        |
| Red Bull-Bora-Hansgrohe | Red Bull-Bora-Hansgrohe | Red Bull-Bora-Hansgrohe | Soudal Quick-Step       | Soudal Quick-Step       | Soudal Quick-Step       | Team DSM-Firmenich PostNL  | Team DSM-Firmenich PostNL  | Team DSM-Firmenich PostNL  |
| N°                      | Ciclista                | Clas.                   | N°                      | Ciclista                | Clas.                   | N°                         | Ciclista                   | Clas.                      |
| 121                     | Cesare Benedetti        | 86°                     | 131                     | Ayco Bastiaens          | 115°                    | 141                        | Romain Bardet              | 38°                        |
| 122                     | Jordi Meeus             | 121°                    | 132                     | Paul Magnier            | 46°                     | 142                        | Romain Combaud             | 62°                        |
| 123                     | Ryan Mullen             | 96°                     | 133                     | Tim Merlier             | 112°                    | 144                        | Patrick Eddy               | 90°                        |
| 124                     | Max Schachmann          | NP4ª                    | 134                     | Pepijn Reinderink       | 54°                     | 145                        | Niklas Märkl               | 102°                       |
| 125                     | Frederik Wandahl        | 30°                     | 135                     | Martin Svrček           | 45°                     | 146                        | Oscar Onley                | 10°                        |
| 126                     | Filip Maciejuk          | 68°                     | 136                     | Bert Van Lerberghe      | 111°                    | 147                        | Casper van Uden            | 82°                        |
| 127                     | Danny van Poppel        | 117°                    | 137                     | Warre Vangheluwe        | R 6ª                    | 148                        | Bram Welten                | 93°                        |
| Team Jayco AlUla        | Team Jayco AlUla        | Team Jayco AlUla        | Team Visma-Lease a Bike | Team Visma-Lease a Bike | Team Visma-Lease a Bike | UAE Team Emirates          | UAE Team Emirates          | UAE Team Emirates          |
| N°                      | Ciclista                | Clas.                   | N°                      | Ciclista                | Clas.                   | N°                         | Ciclista                   | Clas.                      |
| 151                     | Caleb Ewan              | R 7ª                    | 161                     | Jonas Vingegaard        | 1°                      | 171                        | Jan Christen               | 15°                        |
| 152                     | Elmar Reinders          | 80°                     | 162                     | Wilco Kelderman         | 3°                      | 172                        | Felix Großschartner        | 17°                        |
| 153                     | Amund Grøndahl J.       | R 7ª                    | 163                     | Per Strand Hagenes      | 73°                     | 173                        | Vegard S. Laengen          | NP3ª                       |
| 154                     | Jan Maas                | 47°                     | 164                     | Olav Kooij              | 99°                     | 174                        | Rafał Majka                | 18°                        |
| 155                     | Jesús David Peña        | 24°                     | 165                     | Koen Bouwman            | 61°                     | 175                        | J. Sebastián Molano        | NP2ª                       |
| 156                     | Blake Quick             | 126°                    | 166                     | Tosh Van Der Sande      | 124°                    | 176                        | Diego Ulissi               | 2°                         |
| 157                     | Lucas Hamilton          | R 7ª                    | 167                     | Mick van Dijke          | 53°                     | 177                        | Tim Wellens                | 25°                        |
| Israel-Premier Tech     | Israel-Premier Tech     | Israel-Premier Tech     | Q36.5 Pro Cycling Team  | Q36.5 Pro Cycling Team  | Q36.5 Pro Cycling Team  | Tudor Pro Cycling Team     | Tudor Pro Cycling Team     | Tudor Pro Cycling Team     |
| N°                      | Ciclista                | Clas.                   | N°                      | Ciclista                | Clas.                   | N°                         | Ciclista                   | Clas.                      |
| 181                     | Pascal Ackermann        | R 7ª                    | 191                     | Xabier Azparren         | R 7ª                    | 201                        | Alberto Dainese            | 91°                        |
| 182                     | Guillaume Boivin        | 72°                     | 192                     | Mark Donovan            | 20°                     | 202                        | Robin Froidevaux           | 122°                       |
| 183                     | Jakob Fuglsang          | 21°                     | 193                     | Gianluca Brambilla      | NP5ª                    | 203                        | Petr Kelemen               | 85°                        |
| 184                     | Hugo Houle              | 19°                     | 194                     | Joey Rosskopf           | 64°                     | 204                        | Rick Pluimers              | 41°                        |
| 185                     | Krists Neilands         | 43°                     | 195                     | Szymon Sajnok           | NP5ª                    | 205                        | Roland Thalmann            | 77°                        |
| 186                     | Michael Schwarzmann     | 109°                    | 196                     | Carl Fredrik Hagen      | 26°                     | 206                        | Yannis Voisard             | 8°                         |
| 187                     | Jake Stewart            | 55°                     | 197                     | Negasi Haylu Abreha     | 60°                     | 207                        | Luc Wirtgen                | 33°                        |
| Selezione polacca       |                         |                         |                         |                         |                         |                            |                            |                            |
| N°                      | Ciclista                | Clas.                   |                         |                         |                         |                            |                            |                            |
| 211                     | Marcin Budziński        | 44°                     |                         |                         |                         |                            |                            |                            |
| 212                     | Michał Paluta           | 97°                     |                         |                         |                         |                            |                            |                            |
| 213                     | Norbert Banaszek        | 114°                    |                         |                         |                         |                            |                            |                            |
| 214                     | Piotr Pekala            | 28°                     |                         |                         |                         |                            |                            |                            |
| 215                     | Radosław Frątczak       | 127°                    |                         |                         |                         |                            |                            |                            |
| 216                     | Mateusz Kostański       | 104°                    |                         |                         |                         |                            |                            |                            |
| 217                     | Kacper Gieryk           | 116°                    |                         |                         |                         |                            |                            |                            |